# Manoir du Thay
Le manoir du Thay est un édifice situé à Caro en France.

## Localisation
Le manoir est situé sur le territoire de la commune de Caro, au lieu-dit le Thay, dans le département du Morbihan en région Bretagne.

## Description
Le manoir date des XVIe et XVIIe siècles. Les bâtiments sont rassemblés autour d'une ancienne cour fermée. À l'est, un logis-porche fait face au logis proprement dit, son corps de passage abrite un pigeonnier ; il comportait une tour d'escalier postérieure permettant d'accéder à une pièce haute. Au-dessus des deux portes piétonne et cochère, la lucarne qui éclaire cette pièce est ornée de deux personnages et de motifs Renaissance. À l'ouest, le logis du manoir appartient au type fréquent des logis à deux pièces au rez-de-chaussée, qui associe le plus généralement une salle et une cuisine. Le manoir est un exemple d'association d'une salle-cuisine - au nord - et, au sud, d'une pièce où l'on peut reconnaître une chambre ; en effet, cette deuxième pièce ne possède aucun des attributs de la cuisine, mais surtout elle domine la salle de quelques marches, étant située sur une cave haute. On accède à l'escalier à vis à partir de la salle-cuisine. Le linteau de la cheminée de la salle-cuisine portait des armoiries, aujourd'hui disparues. 
Édifice de plan allongé sur sous-sol à un étage carré, un vaisseau, élévation à travées construit en moellons sans chaîne en pierre de taille de grès et de schiste. Toiture à longs pan recouverte d'ardoises,  pignon couvert.

## Historique
L'ancienne seigneurie du Thay appartenait au XIVe siècle à la famille de Bloy, puis passe dans celle des du Chesne à la suite du mariage de Michel du Chesne avec Orfaise de Bloy en 1451. Le logis a été bâti au début du  XVIe siècle ; le corps de passage, à la limite des XVIe et XVIIe siècles. La chapelle a été reconstruite au début du XXe siècle.
Le manoir est inscrit à l'inventaire général du patrimoine culturel.